# Stéarate de magnésium
Le stéarate de magnésium (sin 470b) est un sel constitué de deux anions stéarate et d'un cation magnésium, de formule brute C36H70MgO4. Solide à température ambiante, il fond vers 88 °C et n'est pas soluble dans l'eau. On le trouve avec le stéarate de calcium dans la crasse de savon générée par l'action d'une eau dure sur un savon (s'il contient des stéarates).
Cette substance de consistance onctueuse est utilisée en confiserie ou comme lubrifiant dans la fabrication des comprimés et des gélules. Dans l'industrie pharmaceutique, le stéarate de magnésium, habituellement de source bovine, est progressivement remplacé par le composé d'origine végétale pour des raisons de sécurité sanitaire.
Cet ingrédient autorisé en France porte le numéro E572.